# Francesco Quaresmio
Francesco Quaresmi (Lodi, 4 de abril de 1583-Milán, 25 ottobre 1650), conocido también con el nombre latino de Franciscus Quaresmius Laudensis o, en español, como Francisco Quaresmio, fue un franciscano orientalista y palestinólogo italiano.

## Biografía
Nació el 4 de abril de 1583 en una familia de la nobleza de Lodi, y fue bautizado con el nombre de Alberto.
Al ingresar muy joven en la Orden de los Frailes Menores (franciscanos) en el convento de Santa Maria delle Grazie de Mantua asumió el nombre de Francisco, con el que será conocido en adelante. Quaresmio ocupó las cátedras de filosofía, teología y derecho canónico de su orden, y fue guardián de su provincia, y definidor y procurador general de la orden. 
En marzo de 1616 fue a Tierra Santa, y allí ocuparía de Guardián en Aleppo, así como de vicario del Patriarca maronita. En 1618, tras la muerte del Custodio de Tierra Santa, asumió durante seis meses las funciones de este como praeses custodialis, para lo cual se trasladó a Jerusalén. Durante este período las relaciones con las autoridades otomanas no fueron fáciles, y Quaresmio sería encarcelado en un par de ocasiones. Sin embargo, aparte de su misión religiosa y política como cabeza de la orden franciscana en Tierra Santa, Quaresmio encontró tiempo para examinar y estudiar los lugares santos en relación con las Escrituras. Vuelto a Italia en 1620, comenzaría poner por escrito los resultados de sus investigaciones y de su experiencia en lo que llegaría a ser su obra más conocida: la Elucidatio Terrae Sanctae.
En 1626 el papa Urbano VIII le envió de nuevo a Oriente con la misión de tratar con el patriarca caldeo la posible unión con Roma. En Alepo, donde llegaría el 1 de noviembre de 1626 asumiría el cargo de Guardián de su orden. El 9 de julio de 1629, Quaresmio, juntamente con Tomás de Mián (franciscano también) y Juan Bautista Eliano (maronita) se entrevistó con el patriarca caldeo Elías para discutir las divergencias doctrinales. El patriarca no aceptó las propuestas, y Quaresmio regresó a Alepo el 12 de agosto del año sucesivo, y luego volvería a Roma para dar cuenta a la Santa Sede de la misión que se le había encomendado.
Habiendo viajado por Egipto, Palestina, Siria, Mesopotamia, Chipre, Rodas, Constantinopla y gran parte de Asia Menor, A partir de 1629 continuaría dedicando sus cualidades a la Tierra Santa mediante numerosos escritos, que le asegurarían una fama mundial, especialmente entre historiadores, biblistas y orientalistas. Entre 1634 y 1639 se publicaría en dos volúmenes su Elucidatio terræ Sanctæ, una contribución monumental al estudio histórico, geográfico, arqueológico y bíblico de Palestina que se convertiría en un clásico. En el primer volumen se hace una descripción general de Tierra Santa, las disposiciones de la Santa Sede relativas a ella, los proyectos para recuperarla y se trata también el tema de las peregrinaciones. En el segundo volumen se hace una descirpción muy detallada de Palestina mediante diversos itinerarios. En esa misma época publicaría una carta pidiendo a Felipe IV de España que liberase del Santo Sepulcro de mano de los musulmanes. No obstante, Quaresmio era consciente de que una intervención militar era prácticamente imposible, por lo que en esta obra se expande sobre la necesidad de desarrollar las misiones y atender los lugares de culto en Tierra Santa.
A su regreso de Tierra Santa, Quaresmio sería nombrado ministro provincial en Milán y procurador general de la orden en Roma (1645-1648). Murió en Milán el 25 de octubre de 1656, y está enterrado en la Iglesia del convento de Sant'Angelo de Milán.

## Obras
- Quaresmio, Francisco (1631). Hierosolymae afflictae et humiliatae deprecatio ad Philippum IV Regem Catholicum ut libertatem ex Turcarum tyrannide assegnatur (en latín). Milán.
- Quaresmio, Francisco (1639). Historica, theologica et moralis Terrae Sanctae Elucidatio: in qua pleraque ad veterem et praesentem eiusdem Terrae statum spectantia accurate explicantur varii errores refelluntur veritas fideliter exacteque discutitur et comprobatur (en latín) 1. Amberes.
- Quaresmio, Francisco (1639). Historica, theologica et moralis Terrae Sanctae Elucidatio: in qua pleraque ad veterem et praesentem eiusdem Terrae statum spectantia accurate explicantur varii errores refelluntur veritas fideliter exacteque discutitur et comprobatur (en latín) 2. Amberes.
- Quaresmio, Francisco (1647). De sacratissimis Domini Nostri Jesu Christi quinque vulneribus... tractatio (en latín). Venecia.
- Quaresmio, Francisco (1656). Ad SS. DD. N. Alexandrum VII pont. Opt. max. F. Francisci Quaresmii Lauden. Ord. Min. Pia Vota Pro Anniversaria Passionis Christi Solemnitate. Milán.
- Quaresmio, Francisco (1647). Apparatus pro reductione chaldeorum ad catholicam fidem. No publicado.
- Quaresmio, Francisco (1647). Adversus errores Armenorum. No publicado.
- Quaresmio, Francisco. Deipara in sanguine Dei dealbata. Inconcluso.